# セブンナイツ
『セブンナイツ』 (SEVEN KNIGHTS) は、ネットマーブルジャパンより配信されたiOS・Android用ゲームアプリ。基本プレイ無料で、アイテム課金が存在する。2016年2月5日にリリースされた。
2014年4月に韓国でリリースされたものを日本版として改修を加え、リリースしたものが本作となる。2015年10月にリリースされたグローバル版も存在する。
2023年5月9日にサービス終了。後継作となる『セブンナイツ2』が2021年11月10日よりサービスを開始している。

## 概要
2016年2月5日に『セブンナイツ』が日本国内で配信を開始し、2023年5月9日にサービスを終了した。
2020年11月5日にはスピンオフ外伝となるNintendo Switch用RPG『セブンナイツ〜時空の旅人〜』が発売された。
2021年にはテレビアニメ『セブンナイツ レボリューション -英雄の継承者-』が制作され、同年4月から6月まで放送された。
2022年7月28日に本作の機能を拡張した『セブンナイツ レボリューション』が韓国でリリースされた。『セブンナイツ』の英雄たちが消えた後の物語が描かれる。2024年8月22日に韓国版『セブンナイツ』とともにサービスを終了。日本ではティザーサイトの公開やアニメと連動したキャンペーンなどが実施された。
2021年11月10日には後継作となる『セブンナイツ2』がリリースされた。『セブンナイツ』から20年後の世界を舞台に物語が描かれる。
2023年9月6日には放置系RPGとして『セブンナイツ ポケット』がリリースされた。『セブンナイツ』の物語を引き継ぎ、同じ時代の別の場所での戦いが描かれる。

## ゲームシステム
ファンタジー世界を舞台とした3DCGリアルタイムターン制バトルゲーム。戦闘中は時間がリアルタイムに流れており、ターン制でスキルを発動することができる。
メインストーリーとなる「冒険」、PVPコンテンツ「アリーナ」、協力コンテンツ「レイドバトル」、スコアを競う「ボス戦」、「深淵の塔」などが用意されている。
ギルドシステムが実装されており、「ギルド戦」、「攻城戦」などが存在する。
アリーナやギルド戦などのコンテンツはシーズンごとに区切りを設けられ、スコアに応じて報酬を獲得することができる。

## 登場人物

### 主人公たち
エバン
声 - 浪川大輔
種族 - 人間 / 年齢 - 18歳 / 誕生日 - 7月29日 / 血液型 - O型
テラ領地の将軍の孫だが親は不明。祖父の遺したペンダントの持ち主を探す旅に出る。女神エレナからその力を託されているが、本人にその自覚は無いと思われる。
セブンナイツのルディからの信任も厚く、またエバン自身もルディを尊敬しており、彼と同じように剣と盾を用いて戦う。
カリン
声 - 佐藤利奈
種族 - 人間 / 年齢 - 18歳 / 誕生日 - 7月3日 / 血液型 - A型
テラ領地の小さな村に住む少女。生まれた時から魔法を使うことができ、村の人々からは村の誇りとして重宝され、慕われていた。
しかしある日、村がゴブリンの襲撃を受け、絶体絶命だった所をエバンに救われる。その後、命の恩人であるエバンの旅に同行することになる。

### セブンナイツ
強大な力を持ち、アスド大陸の7つの領地をそれぞれ支配・守護する。全員が破壊の欠片をその身に宿している。
絶対守護者　ルディ
声 - 三木眞一郎
種族 - 人間 / 年齢 - 26歳 / 誕生日 - 10月10日 / 血液型 - A型
7つの領地のひとつテラ王国の騎士。光を信奉しており、正義感と責任感が強い。元は戦争孤児だったが先代光の座に引き取られ、養子として育った。同じくセブンナイツのクリスとは幼馴染の親友であり、ライバル関係でもある。
地獄の君主　クリス
声 - 森川智之
種族 - エルフ / 年齢 - 26歳 / 誕生日 - 8月5日 / 血液型 - AB型
テラ王国の貴族。ルディと光の座を争っていたが、謀略により騎士団を壊滅させられ、ルディを恨むようになる。テラ王国から姿を消した後、ルディに復讐するため復讐者の地獄に君臨する。
死の君主　デロンズ
声 - 関智一
種族 - 人間
謎に包まれた黒騎士。セブンナイツ同士の不和を呼び、アスド大陸に混乱を招こうとする。死神と呼ばれ恐れられている。
不滅の化身　レイチェル
声 - 新井里美
種族 - エルフ / 年齢 - 27歳 / 誕生日 - 2月7日 / 血液型 - B型
火炎を操るアグニ家の長女で、火炎の砂漠を支配している。気が強く、同じセブンナイツであるアイリーンとは幼馴染。しかし戦争で親（あるいは祖父を亡くし、その団長の孫がアイリーンだったことを知って不和になる。
フォーディナの女帝　アイリーン
声 - 勝生真沙子
種族 - 人間 / 年齢 - 27歳 / 誕生日 - 9月20日 / 血液型 - O型
傭兵団の団長の孫。幼少期は気が弱く、オドオドした性格だったが、レイチェルと出会うことで強い戦士として成長することができた。ある戦争がきっかけでレイチェルとの関係に溝が生まれてしまう。
守護神　ジェイブ
声 - 松本梨香
種族 - 人間 / 年齢 - 23歳 / 誕生日 - 10月25日 / 血液型 - B型
まだ赤子の頃に龍の遺跡に捨てられ、龍とともに育った。人間に対して強い不信感を抱いており、人間からも、その強大な力のせいで恐れられている。同じくセブンナイツのスパイクとは、ともに両親が居ないということで親しくしている。連れている白い小さなドラゴンの名前はレッド。
極寒の暴君　スパイク
声 - 伊藤健太郎
種族 - 人間と精霊の混血 / 年齢 - 25歳 / 誕生日 - 11月15日 / 血液型 - O型
人間と氷の精霊のハーフ。極寒の心臓と呼ばれ、巨大な斧と氷の魔法を操る。心臓が凍っているため感情の起伏が少ないとされ、己の敵はことごとく破壊し尽くす狂戦士として恐れられている。

## テレビアニメ
2021年4月から6月までTOKYO MXほかにて『セブンナイツ レボリューション -英雄の継承者-』のタイトルで放送された。『セブンナイツ レボリューション』の遥か未来の時代を舞台に、新世代のキャラクターたちによるオリジナルストーリーが描かれる。

### 登場人物（アニメ）

#### グランシード学園
ネモ
声 - 山下大輝
種族 - 人造継承者
名を明かさぬ英雄（ジェニウス）との契約に成功した少年。平凡な少年として過ごしていたが、たまたま継承者としての力があったこと、何よりファリアが刮目するほどの力があったことからグランシード学園への入学を認められた。

ファリア
声 - 山村響
種族 - 人間
はるか昔、破壊の軍勢と戦いこの世界を守った英雄ユーノミアを先祖に持ち、ユーノミアの力を借りて戦う継承者の少女。
グランシード学園に集う生徒たちの頂点に立つ生徒会セブンナイツを率いる生徒会長でもある。
エレン
声 - 花澤香菜
種族 - 人間
〈セブンナイツ〉の一員で、ファリアの友人。
無責任かつ事なかれ主義であることを公言する、自称“主体性のない女”。
かつての大魔法使い、〈砂時計の主人〉と呼ばれたヴァネッサの〈継承者〉。
ガレス
声 - 梅原裕一郎
種族 - エルフ
セブンナイツの一員。
人間族とは縁遠かったため、素っ気ない態度が多いが、根は誰よりも熱血漢である。
“闇の支配者”と呼ばれた魔剣士クリスの〈継承者〉で、みずから習い覚えた魔法剣の技とクリスの魔剣技を組み合わせることで戦う〈魔狩人〉である。
ジョウ
声 - 武内駿輔
種族 - 人間
〈セブンナイツ〉の一員で、ボクシング部主将を務める体育会系の快男児。
〈継承者〉だった父を誇りに思っており、嫌悪している〈ピュシス〉から人々を守る戦いに命を賭けることに疑問を持っていない。
“燃える氷の心臓”と呼ばれた英雄スパイクの継承者で、凍気を自在に操り、相手を粉砕する。
ギルダン
声 - 保住有哉
種族 - 獣人
〈セブンナイツ〉の一員で、ネモが入るまでは一番の新人だった少年。
小動物タイプで誰にでもなつっこく、特にジョウとよくつるんでいる。
獣人の血を引く小王国の王子で、国からは英雄として期待されている。
龍の騎士〈ジェイブ〉の継承者で、防御力にすぐれる。
シャーリー
声 - 沼倉愛美
種族 - 吸血鬼
生真面目な性格で知られる〈セブンナイツ〉の一員。
〈グランシード学園〉の治安維持を任されている〈風紀委員会〉のリーダーでもある。
規律と前例を大事にする性格から、突然現れたネモに対しては懐疑的。
“不滅の女帝”レイチェルの〈継承者〉で、火焔を用いた中距離攻撃と、高い自己回復能力を有する。
実は吸血鬼。

#### 英雄
ジェニウス
声 - 櫻井孝宏
種族 - 人間
ネモの英雄。
ユーノミア
声 - 嶋村侑
種族 - 人間
ファリアの先祖であり、英雄である。
ヴァネッサ
声 - 田村ゆかり
エレンの英雄。
スパイク
声 - 伊藤健太郎
ジョウの英雄。
ジェイブ
声 - 松本梨香
ギルダンの英雄。
クリス
声 - 森川智之
ガレスの英雄。
レイチェル
声 - 新井里美
シャーリーの英雄。
アイリーン
声 - 勝生真沙子
レダの英雄
メルキル
ボリュクスの英雄
デロンズ
カストルの英雄

#### その他の重要人物
ソフィーティア
声 - 井上喜久子
図書館長。
クレア
声 - 千本木彩花
〈錬金術研究会〉に所属する〈継承者〉の少女。薬品の調合や魔法のアイテムの錬成が得意。ガレスに命を助けられて以来、彼のことを慕うようになるが、空回りすることが多い。そして命を落としてしまう。
ミナ
声 - 田所あずさ
〈風紀委員会〉に所属する〈継承者〉の少女。シャーリーの後輩で次代の委員長として期待されている。

#### ピュシス
アミス・ジェルマン
声 - 柴田秀勝
ピュシスの指導者
レダ
声 - 花守ゆみり
不滅の女帝アイリーンの継承者。
ボリュクス
声 - 石谷春貴
メルキルの継承者。黒魔術を使う。
カストル
声 - 宮下栄治
デロンズの継承者。

### スタッフ
- 原作 - Seven Knights Revolution[12][13]
- 監督 - 市川量也[12][13]
- シリーズ構成 - 小太刀右京[12][13]
- キャラクターデザイン・プロップデザイン - 松浦有紗[12][13]
- モンスターデザイン - 大西佑希
- モンスター作画監督 - 森木植
- 美術監督・美術設定 - 渡辺敦之[12][13]
- 色彩設計 - ドメリカ[12][13]
- 3DCGディレクター - 鎌田麻友美
- 撮影監督 - 楊暁牧[12][13]
- 編集 - 吉武将人[12][13]
- 音響監督 - 原口昇[12][13]
- 音楽 - 藤澤慶昌[12][13]
- 音楽プロデューサー - 三上政高
- 音楽制作 - Five Eighth Inc.、CREST
- チーフプロデューサー - 山中一孝
- プロデューサー - 江部敦、Yonghan Kim、松隈洋人、堀口広太郎、里見哲朗[12][13]、金子広孝、大和田智之、中川岳
- アニメーションプロデューサー - 稲垣敬文[12][13]
- アニメーション制作 - ライデンフィルム×ドメリカ[12][13]
- 製作 - セブンナイツ製作委員会

### 主題歌
「フリーズ」
flumpoolによるオープニングテーマ。作詞は山村隆太、作曲は阪井一生、編曲は百田留衣。
「Tail」
山下大輝によるエンディングテーマ。作詞は松原さらり、作曲・編曲は南田健吾。
「永遠（とわ）ノ花」
ネモ（山下大輝）とファリア（山村響）による第12話エンディングテーマ。作詞はKOCHO、作曲・編曲は藤澤慶昌。
「空知らぬ虫の子よ」
ファリア（山村響）による挿入歌。作詞はKOCHO、作曲・編曲は藤澤慶昌。

### 各話リスト
| 話数   | サブタイトル              | 脚本       | 絵コンテ          | 演出     | 作画監督                                                                  | 総作画監督 | 初放送日      |
| ------ | ------------------------- | ---------- | ----------------- | -------- | ------------------------------------------------------------------------- | ---------- | ------------- |
| 第1話  | 目醒 -サクセション-       | 小太刀右京 | 関絵里奈 松浦有紗 | 村山靖   | 小川みずえ 江上夏樹 石﨑裕子                                              | 松浦有紗   | 2021年 4月5日 |
| 第2話  | 邂逅 -グランシード-       | 小太刀右京 | 関絵里奈          | 冨谷美香 | 林夏菜 大野勉 松岡謙治 冨田郁子 服部憲知 石﨑裕子 西川雅史                | 松岡謙治   | 4月12日       |
| 第3話  | 英雄 -セブンナイツ-       | 小太刀右京 | 矢島加奈子        | 石井久志 | 桜井木ノ実 池原百合子 岩垂瑞希 服部益美 ジュ ヒョンウ キム ジョンウ Foch  | 出野喜則   | 4月19日       |
| 第4話  | 友誼 -コネクション-       | 重信康     | 高橋伸輔 大西佑希 | 横野光代 | 森木植                                                                    | 田中彩     | 4月26日       |
| 第5話  | 跳梁 -ピュシス-           | 三輪清宗   | 矢島加奈子        | 伊部勇志 | 小澤円 糸島雅彦 後藤孝宏 冨田郁子                                         | 松岡謙治   | 5月3日        |
| 第6話  | 祝祭 -フェスティバル-     | 重信康     | 関絵理奈          | 村山靖   | 石﨑裕子 江上夏樹 小川みずえ                                              | 出野喜則   | 5月10日       |
| 第7話  | 出撃 -アポカリプス-       | 小太刀右京 | 高橋伸輔 大西佑希 | 前園文夫 | 武口憲司 門原菜子                                                         | 田中彩     | 5月17日       |
| 第8話  | 相克 -コンフリクト-       | 重信康     | 矢島加奈子        | 飯村正之 | 大野勉 中井恵巳 小川みずえ 石﨑裕子 富田林 江上夏樹 Kim yung sung         | 松岡謙治   | 5月24日       |
| 第9話  | 終焉 -エンドタイムズ-     | 重信康     | 松浦有紗          | 村山靖   | 大野勉 西川雅史 糸島雅彦 Foch                                             | 出野喜則   | 5月31日       |
| 第10話 | 断罪 -パニッシュメント-   | 小太刀右京 | 関絵理奈          | 横野光代 | 森木植                                                                    | 田中彩     | 6月7日        |
| 第11話 | 反撃 -カウンターアタック- | 小太刀右京 | 矢島加奈子        | 伊部勇志 | 後藤孝宏 冨田郁子 小澤円 西田美弥子 Foch                                  | 松岡謙治   | 6月14日       |
| 第12話 | 終結 -ネモ-               | 小太刀右京 | 関絵理奈 松浦有紗 | 室谷靖   | 小川みずえ 石﨑裕子 江上夏樹 出野喜則 小澤和則 門原菜子 柑原豆真 西川雅史 | 松浦有紗   | 6月21日       |

### 放送局
| 放送期間                | 放送時間                     | 放送局      | 対象地域 | 備考                                 |
| ----------------------- | ---------------------------- | ----------- | -------- | ------------------------------------ |
| 2021年4月5日 - 6月21日  | 月曜 0:00 - 0:30（日曜深夜） | TOKYO MX    | 東京都   | 製作参加 / リピート放送あり          |
|                         |                              | KBS京都     | 京都府   |                                      |
|                         |                              | BS11        | 日本全域 | 製作参加 / BS放送 / 『ANIME+』枠     |
|                         | 月曜 0:30 - 1:00（日曜深夜） | サンテレビ  | 兵庫県   |                                      |
| 2021年4月8日 - 6月24日  | 木曜 22:30 - 23:00           | AT-X        | 日本全域 | CS放送 / 字幕放送 / リピート放送あり |
| 2021年4月10日 - 6月26日 | 土曜 1:00 - 1:30（金曜深夜） | J:COMテレビ | 日本全国 | CATV /『アニおび』枠                 |

| 配信開始日   | 配信時間                     | 配信サイト |
| ------------ | ---------------------------- | --- |
| 2021年4月5日 | 月曜 0:30（日曜深夜） 更新   | Amazonプライム・ビデオ dアニメストア （本店・ニコニコ支店・for Prime Video） FOD GYAO! Hulu DMM.com Google Play GYAO!ストア music.jp Rakuten TV ビデオマーケット |
|              | 月曜 1:00（日曜深夜） 更新   | ABEMA |
|              | 月曜 10:00 更新              | VIDEX |
|              | 月曜 12:00 更新              | バンダイチャンネル |
|              | 月曜 19:00 更新              | TSUTAYA TV |
| 2021年4月6日 | 火曜 0:30（月曜深夜） 更新   | U-NEXT アニメ放題 ニコニコチャンネル ひかりTV |
|              | 火曜 0:30 - 1:00（月曜深夜） | ニコニコ生放送 |
| 2021年4月7日 | 水曜 0:00（火曜深夜） 更新   | J:COMオンデマンド milplus TELASA |
| 2021年4月8日 | 木曜 12:00 更新              | ふらっと動画 HAPPY!動画 |